# ガーディアンと魔法の虎
『ガーディアンと魔法の虎』（原題: The Tiger's Apprentice）は、ローレンス・イェップによる 2003年の小説『虎の弟子』を基にした2024年のアメリカのファンタジーアニメ映画である。
パラマウント・アニメーションとジェーン・スターツ・プロダクションズが製作し、ラマン・ホイが監督し、デヴィッド・マギーとクリストファー・ヨストが脚本を書き、ポール・ワトリングとヨン・ドゥク・ジュン（監督デビュー作）が共同監督を務めた。
この映画にはブランドン・スーフー、ヘンリー・ゴールディング、ルーシー・リュー、サンドラ・オー、ミシェル・ヨーの声が出演している。
日本のParamount+でも2024年5月3日より日本語吹き替え版及び字幕版が配信されている。

## 声の出演
| 役名                   | 俳優                     | 日本語吹替 |
| ---------------------- | ------------------------ | ---------- |
| トム・リー             | ブランドン・スー・フー   | 矢野奨吾   |
| ミスター・テッド・フー | ヘンリー・ゴールディング | 神尾佑     |
| クア                   | ルーシー・リュー         | 不明       |
| シンシア               | ルーシー・リュー         | 岡村明美   |
| ミストラル             | サンドラ・オー           | 沢海陽子   |
| ルー                   | ミシェル・ヨー           | 塩田朋子   |
| シドニー               | ボーウェン・ヤン         | 山本高広   |
| ラーヴ                 | リーア・ルイス           | 上條沙恵子 |
| ナオミ                 | シェリー・コーラ         | 内海安希子 |
| ダイアン・リー         | ケン・ハー・タン         | 並木愛枝   |
| トリ                   | ジョー・コイ             |            |
| ウサギ                 | グレタ・リー             |            |
| イヌ                   | パトリック・ギャラガー   |            |

- 日本語吹替版その他：廣瀬千夏、柳生拓哉、小林愛、樋山雄作、木野日菜、近松孝丞、斉藤淳、近内仁子

- 日本語版制作スタッフ 演出：藤本直樹、翻訳：光瀬憲子、制作：ACクリエイト